# Kretski Emirat
Kretski emirat je bila nezavisna islamska država (emirat) koja je postojala na mediteranskom otoku Kreti od kasnih 820-ih do bizantskog osvajanja otoka 961. godine. Iako je bio podčinjeni emirat u odnosu na Abasidski Kalifat a održavao je i bliske veze s Tulunidskim Egiptom, bio je de facto nezavisna država.